# Christian County (Illinois)
Christian County is een county in de Amerikaanse staat Illinois.
De county heeft een landoppervlakte van 1.836 km² en telt 35.372 inwoners (volkstelling 2000). De hoofdplaats is Taylorville.